# Jeroen Mooren
Jeroen Mooren (Nijmegen, 30 juli 1985) is een Nederlandse judoka.

## Carrière
Bij zijn internationale debuut, op de Europese kampioenschappen judo 2010 in Wenen, veroverde Mooren de bronzen medaille in de klasse tot 60 kilogram. Op de wereldkampioenschappen judo 2010 in Tokio eindigde hij als gedeeld zeventiende in de klasse tot 60 kilogram, na verlies in de ronde van de laatste 32.
Tijdens de Europese kampioenschappen judo 2011 in Istanboel eindigde Mooren op de negende plaats in de klasse tot 60 kilogram, nadat hij verloor in de achtste finales.  
Bij de Olympische Zomerspelen 2012 in Londen verloor Mooren op 28 juli in de eerste ronde na een verlenging van de Israëlische Artiom Arshanski.
Mooren werd in april 2013 op het EK in Boedapest uitgeschakeld in de herkansingen.

## Internationale toernooien
| Jaar | Olympische Spelen | WK             | EK           |
| ---- | ----------------- | -------------- | ------------ |
| 2010 |                   | 17e tot 60 kg  | tot 60 kg    |
| 2011 |                   | 23-28 augustus | 9e tot 60 kg |